# セーニ (イタリア)
セーニ（伊: Segni）は、イタリア共和国ラツィオ州ローマ県にある、人口約9,000人の基礎自治体（コムーネ）。

## 名称
現代のイタリア語以外の言語では、以下の名称を持つ。
- ラテン語: Signia（シグニア）

## 地理

### 位置・広がり
ローマ県南東部のコムーネ。

#### 隣接コムーネ
隣接するコムーネは以下の通り。カッコは県名略記号。
- アルテーナ
- コッレフェッロ
- コーリ (LT)
- ガヴィニャーノ
- モンテラーニコ
- パリアーノ (FR)
- ロッカ・マッシマ (LT)

### 気候分類・地震分類
セーニにおけるイタリアの気候分類 (it) および度日は、zona E, 2331 GGである。
また、イタリアの地震リスク階級 (it) では、zona 2B (sismicità media) に分類される。

## 歴史
古代ローマの資料によると、紀元前6世紀、王政ローマの第7代王タルクィニウス・スペルブスは、この地にローマの植民都市を建設し、のちにシグニアと呼ばれるようになった。紀元前495年に追加の植民者が送られたと記録されている。
古代の建築は、主に共和制時代にさかのぼるものが残っている。これには、多角形の石積みを使用して建てられた防壁も含まれる。防壁には、巨石を軒縁 (architrave) に用いた Porta Saracena などの城門のシステムが組み込まれている。セーニの古代アクロポリスの頂上には、ユーノー・モネータの寺院の基壇が残っており、中世（10世紀）に築かれた聖ペテロ教会を支えている。
セーニは、12世紀半ばに王宮を建てた教皇エウゲニウス3世をはじめ、さまざまな教皇たちが避難所として用いた。オルシーニ家の宿敵であるマルシ伯爵家 (Counts of Marsi) は、12世紀にセーニを獲得し、コンティ家（コンティ・ディ・セーニ家）と呼ばれるようになった一族からは、数人の教皇（インノケンティウス3世、グレゴリウス9世、アレクサンデル4世）と多くの枢機卿を輩出した。
1558年、教皇パウルス4世と戦っていたアルバ公フェルナンド・アルバレス・デ・トレドの軍隊によってセーニは略奪された。カンパーニャ (it:Campagna e Marittima) の他の町の住民も逃げ出したため、膨大な戦利品が捕獲された。

## 行政

### 山岳部共同体
広域行政組織である山岳部共同体 XVIII Comunità dei Monti Lepini  (it) に属する。

## 人物

### ゆかりの人物
- ジュリオ・アンドレオッティ - 政治家。父がセーニ出身。